# Televisioni locali del Friuli-Venezia Giulia
Raiway FVG e Ran sono dei multiplex della televisione digitale terrestre presenti nel sistema DVB-T italiano.
Raiway FVG appartiene a Rai Way, società controllata da Rai.
Ran appartiene a Ran TV.

## Copertura
Raiway FVG è una rete di primo livello disponibile in tutto il Friuli-Venezia Giulia.
Ran è una rete di secondo livello disponibile nelle province di Gorizia e Trieste.
È inoltre ricevibile un multiplex locale veneto:
Tbl è una rete di primo livello disponibile a Sappada.

## Frequenza
Raiway FVG trasmette sul canale 32 della banda UHF IV in tutto il Friuli-Venezia Giulia.
Ran trasmette sul canale 42 della banda UHF V nelle province di Gorizia e Trieste.
Tbl trasmette sul canale 22 della banda UHF IV a Sappada.

## Servizi

### Canali televisivi (Raiway FVG)
| LCN    | Canale                    | Note       |
| ------ | ------------------------- | ---------- |
| 10 111 | TELEQUATTRO               | FTA (HDTV) |
| 11     | TELEFRIULI                | FTA (HDTV) |
| 12     | TV12                      | FTA (HDTV) |
| 13     | TELEPADOVA - 7 GOLD       | FTA (HDTV) |
| 14     | il13                      | FTA (HDTV) |
| 15     | ANTENNA TRE VENETO        | FTA (HDTV) |
| 16     | RADIO GELOSA TV           | FTA        |
| 17 71  | CANALE ITALIA             | FTA        |
| 18     | TELECHIARA                | FTA (HDTV) |
| 19     | TNE TELENORDEST           | FTA (HDTV) |
| 75     | RADIO SORRRISO TV         | FTA        |
| 76     | RADIO PITERPAN TV         | FTA        |
| 77     | Media 24                  | FTA        |
| 78     | RADIO BIRIKINA TV         | FTA        |
| 79     | RADIO BELLLA E MONELLA TV | FTA        |
| 80     | STUDIOPIU' On air         | FTA (HDTV) |
| 88     | FRIULI TV 24              | FTA        |
| 90     | TELECONTATTO              | FTA        |

### Canali televisivi (Ran)
| LCN | Canale        | Note          |
| --- | ------------- | ------------- |
| 81  | BLUE VINYL    | FTA           |
| 82  | TUA CHANNEL   | FTA           |
| 83  | PROMOVIDEO TV | FTA (HEVC HD) |
| 91  | TELE ALTO BUT | FTA           |
| 93  | RAN FRIUL     | FTA (HEVC HD) |
| 94  | RAN GERM      | FTA (HEVC HD) |
| 95  | RAN SLO       | FTA (HEVC HD) |
| 97  | TRY LIME      | FTA (HEVC HD) |
| 700 | RAN STEREO    | FTA (HEVC HD) |
| 999 | TELEPORDENONE | FTA (HEVC HD) |